# Clotilde de Vaux
Pour les autres membres de la famille, voir Famille de Ficquelmont.
Clotilde de Vaux  née Charlotte Clotilde Joséphine Marie à Paris le 3 avril 1815 et morte le 5 avril 1846 dans la même ville, inspira à Auguste Comte la « religion de l'Humanité ».

## Biographie

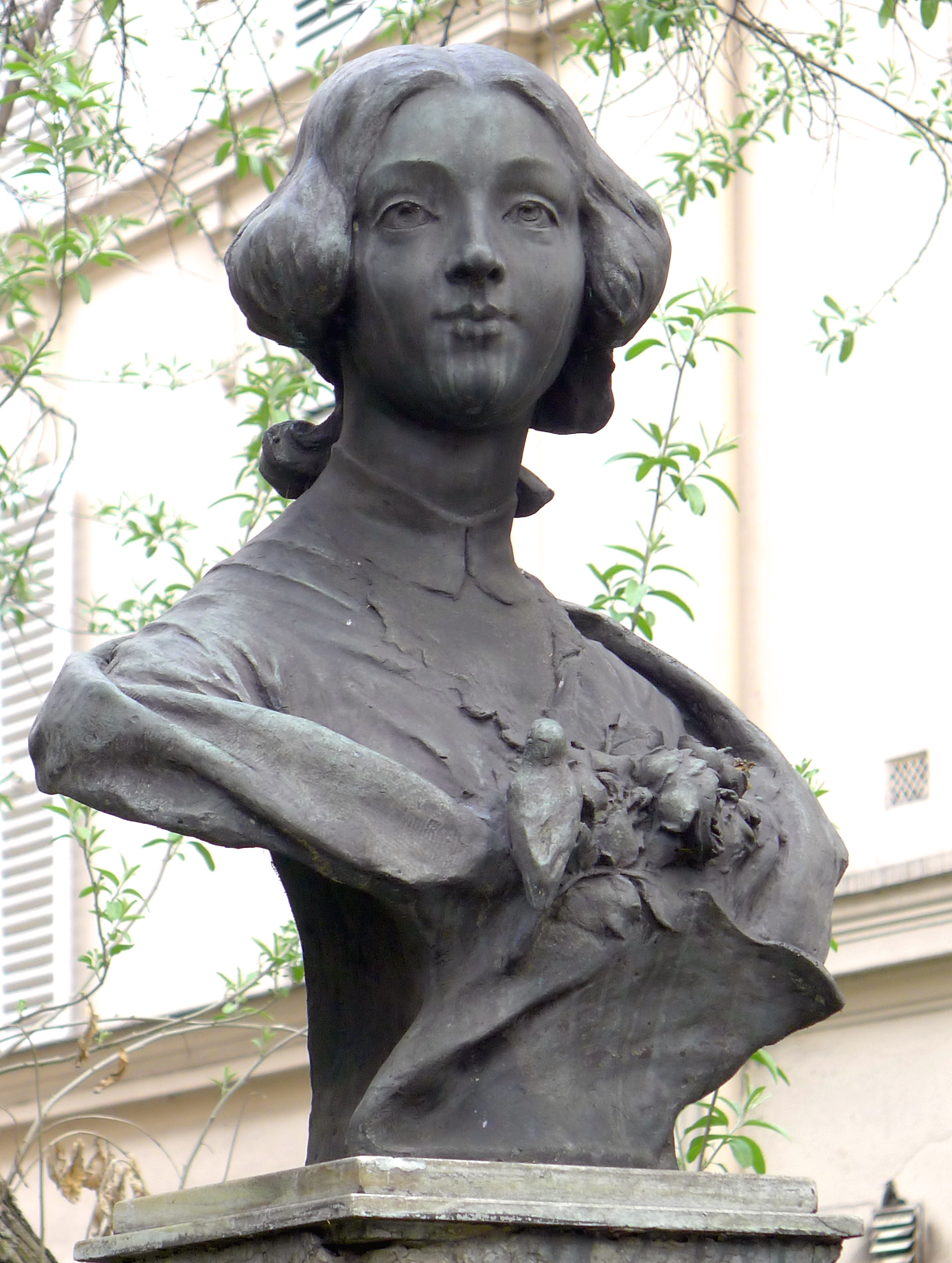
Buste de Clotilde de Vaux par Décio Villarès, rue Clotilde-de-Vaux (Paris 11e).

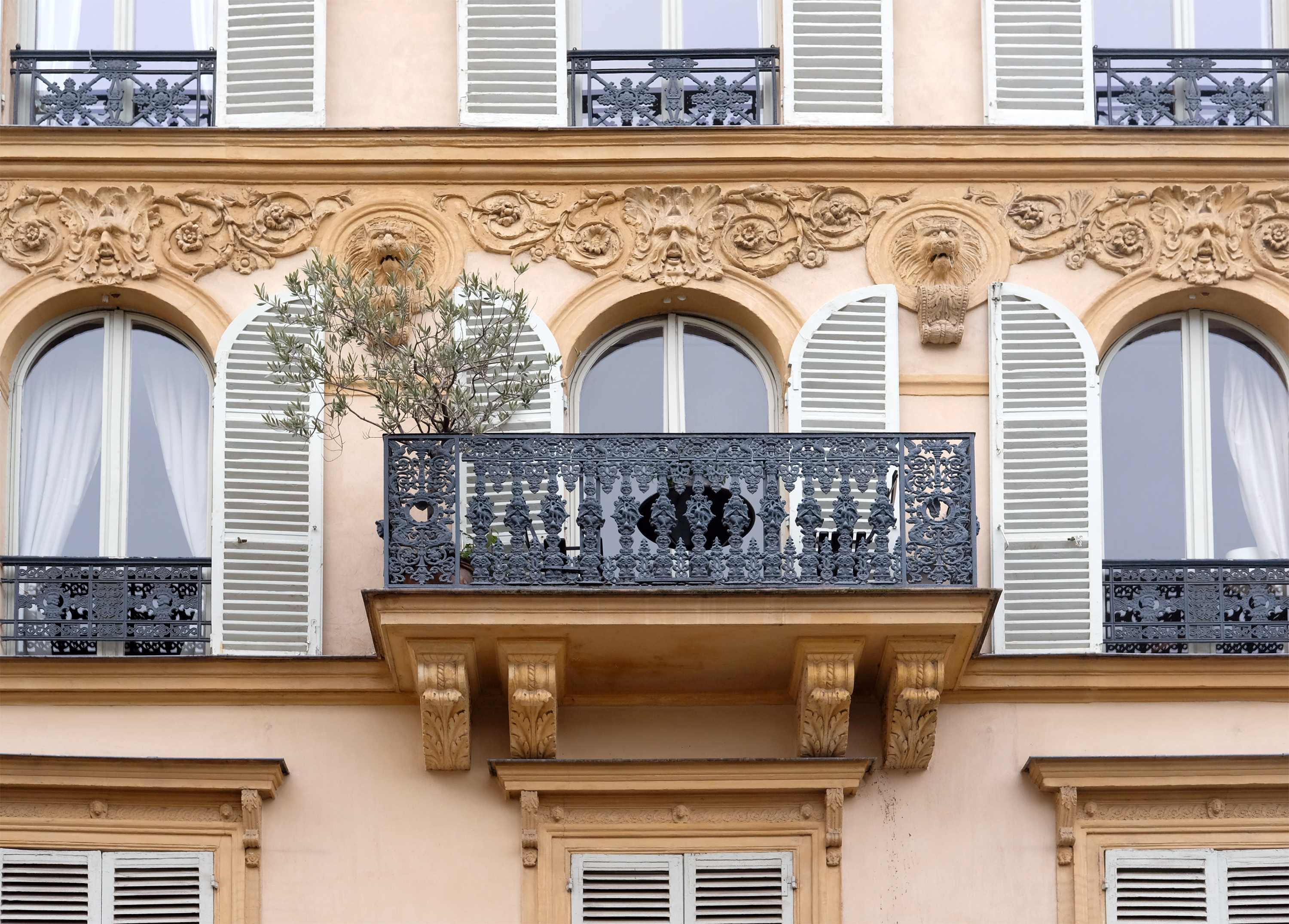
No 7, de la rue Payenne où vécut Clotilde de Vaux.

Clotilde Marie est la fille d'un modeste capitaine d'infanterie, Simon Marie (1775-1855) et d'Henriette Joséphine de Ficquelmont (1780-1843), pauvre, mais de la plus authentique noblesse lorraine. 
La situation du capitaine Marie, au début de la Restauration, est presque misérable, pour un foyer qui compte trois enfants : Clotilde, Maximilien, (né en 1819) et Léon (né en 1820). Pour l'aider, on lui donne une perception à Méru dans l'Oise.
C'est dans la maison de la perception de Méru que Clotilde passe son enfance, entrecoupée de séjours en Lorraine, chez ses tantes maternelles, madame de La Lance au manoir de Manonville, et au couvent de Flavigny, dont sa tante Antoinette est abbesse.
Elle entre ensuite à l’école de la Légion d’honneur à Saint-Denis, puis ses études terminées, revient vivre chez ses parents à Méru.
C'est là qu'elle rencontre Amédée de Vaux, un jeune homme désargenté de la région qui a été recommandé à son père pour l'aider à la perception.
La jeune femme répond favorablement aux avances du jeune homme, entre autres pour échapper au foyer paternel. Celui-ci fait alors sa demande en mariage, qui est acceptée à contrecœur par les parents de Clotilde.
Après le mariage qui a lieu le 28 septembre 1835, Amédée de Vaux récupère l’emploi de son beau-père à la perception, et les parents de Clotilde vont habiter Paris. Clotilde demeure alors à la perception dont son mari a maintenant la charge.
Quatre ans plus tard, en 1839, on découvre que son mari est un voleur et un faussaire, qui a trafiqué les livres de comptes, pour payer des dettes de jeu. Ce dernier tente de mettre le feu à la perception et s'enfuit en Belgique.
La vie de Clotilde est brisée : elle ne peut divorcer, elle n’a pas de ressources et pas de métier. Elle revient vivre chez ses parents à Paris, et envisage d’écrire pour gagner sa vie. Mais en attendant, elle dépend de la maigre pension et de l'avarice de son père. 
Sa mère s’adresse alors à son frère le comte Charles-Louis de Ficquelmont, ministre en Autriche, qui accepte de lui faire une rente de six cents francs, dont le père ne saura rien.
Clotilde s'installe ensuite rue Payenne, au dernier étage d’une maison, non loin de la rue Pavée, où son frère Maximilien, qui vient de se marier, loue avec son épouse un petit appartement dépendant de l’hôtel Lamoignon.
Au mois d’avril 1844, Clotilde fait la connaissance d’Auguste Comte chez son frère Maximilien, qui a connu Comte à Polytechnique, où ce dernier est examinateur d’admission.
La première lettre du philosophe à Clotilde date du 30 avril 1845 et, dès cette date, il est clair que Comte est passionnément amoureux de la jeune femme. Celle-ci repousse pourtant ses avances, mais accepte qu’ils continuent à correspondre.
Cette passion s’amplifie jusqu’à la mort de Clotilde, atteinte de tuberculose, un an plus tard. 
Comte reconnaît dans son égérie une supériorité morale, et prend conscience de la dimension religieuse de la condition humaine. Clotilde de Vaux était en effet une catholique convaincue et, si Comte voit dans le catholicisme une simple étape dans l’évolution vers l’Esprit positif (à savoir l’« Esprit métaphysique »), il se convainc que le culte et les célébrations sont indispensables à l’épanouissement du positivisme dans la société humaine.
Clotilde de Vaux est inhumée au cimetière du Père-Lachaise (1re division).

## Naissance du positivisme religieux

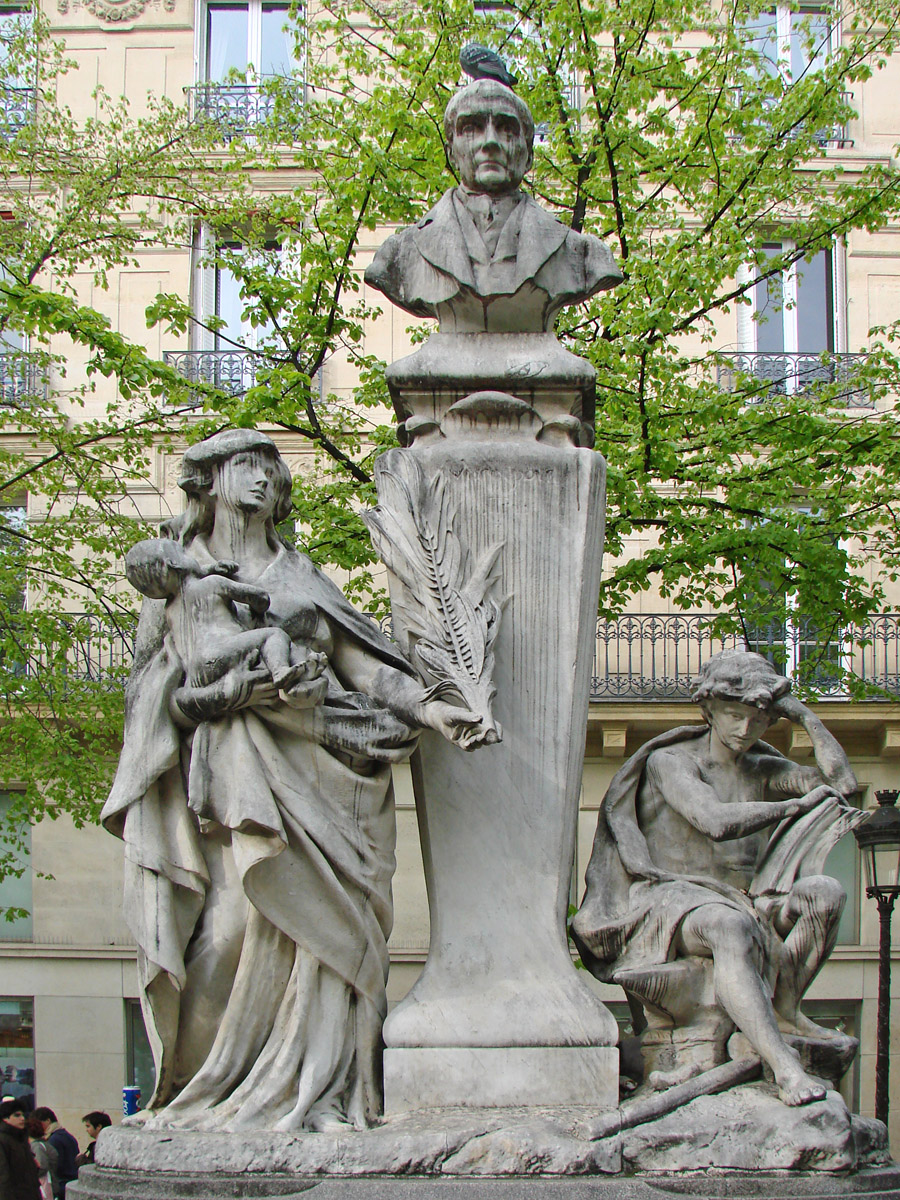
Monument à la gloire d'Auguste Comte, place de la Sorbonne (Paris), avec Clotilde de Vaux en Vierge à l'enfant à gauche.

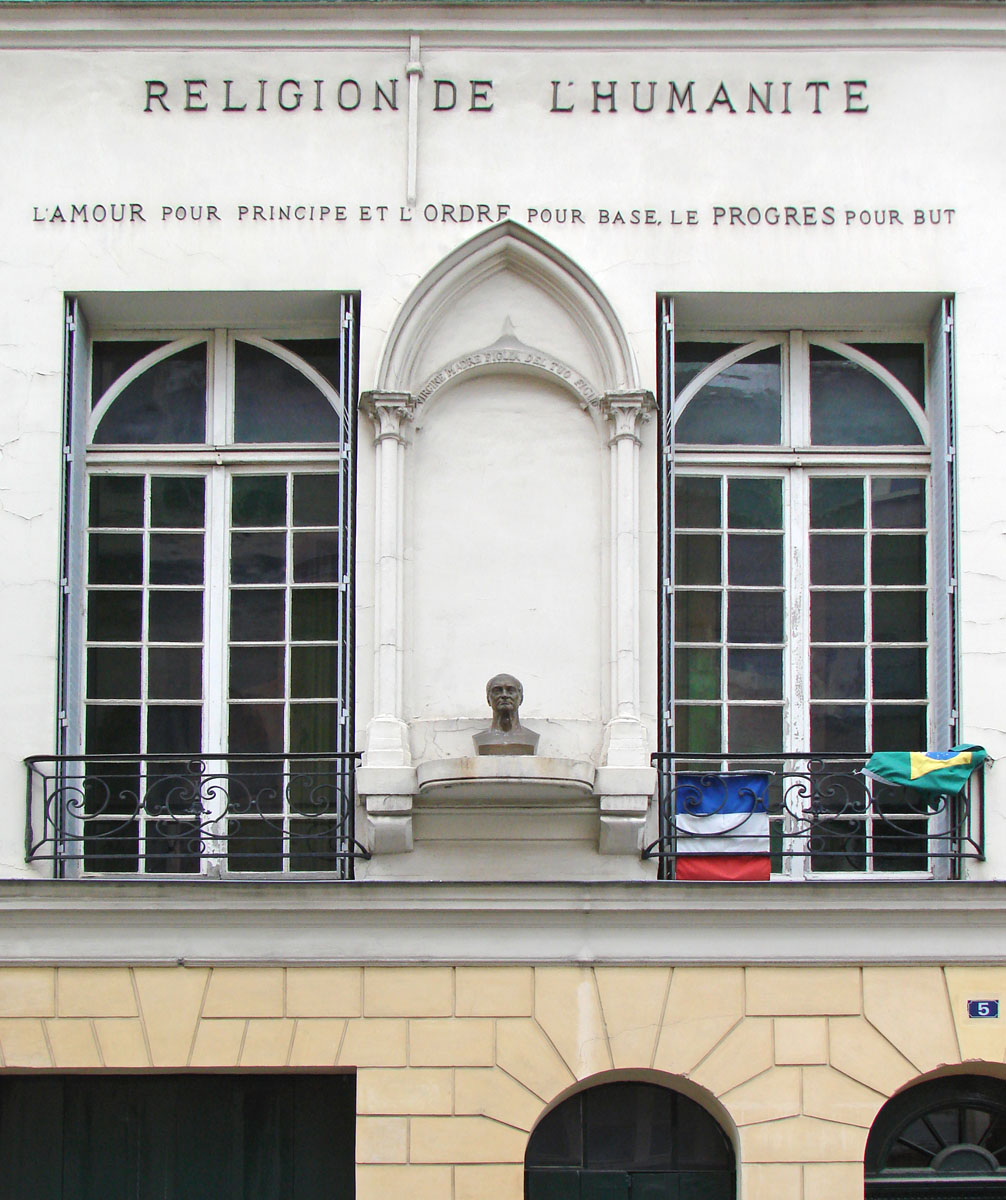
Le Temple de l'Humanité, au no 5 de la rue Payenne.

À la mort de Clotilde de Vaux (5 avril 1846), Auguste Comte cherche à faire son deuil. 
Porté, comme toujours, à théoriser les événements qui parsèment son existence, il voit dans les vicissitudes de sa vie privée des symptômes dont l’interprétation intéresse toute l’humanité. Il cherche à réorganiser son système philosophique antérieur, le positivisme scientifique. Selon Auguste Comte, cette idée lui serait venue dès 1845.
Il décrit les principes d’organisation qui doivent, selon lui, fonder les sociétés humaines.
Auguste Comte développe ainsi une religion naturelle, afin de définir ce qu’il regarde comme une morale pour la vie en société : l’amour de l’autre serait selon lui vécu d’abord à travers l’union des sexes, expression de générosité et de désintéressement, susceptible de s’étendre à des groupes humains plus larges que le couple.
Dans le Système de politique positive (1851-1854), Auguste Comte expose ses idées sur la « religion de l'Humanité », qui s'appuie sur trois notions :
- l’altruisme, terme qu'il a créé, qui renvoie au sentiment de générosité et au dévouement désintéressé pour autrui ;
- l’ordre : Comte considérait en effet qu’après la Révolution française, il était nécessaire de rétablir l'ordre dans la société ;
- le progrès : chez Comte, cette notion s’entend (à la suite du comte de Saint-Simon) comme les conséquences pour la société humaine du développement de la technique et de l’industrie.

Comte établit aussi une classification des sentiments, un calendrier liturgique (la Sainte Clotilde chaque 6 avril et, tous les quatre ans, un jour bissextile, la Journée des saintes femmes). L’Humanité, objet du culte, est figurée sur les autels avec le visage de Clotilde de Vaux. Dans le Catéchisme positiviste (1851), Comte formalise sa religion en définissant sept sacrements :
- la Présentation (nomination et parrainage) ;
- l’Admission (la fin de l’éducation) ;
- la Destination (le choix d'une carrière)
- le Mariage ;
- la Retraite (à 63 ans) ;
- la Séparation, faisant l’office d’une extrême-onction sociale ;
- l’Incorporation, trois ans après la mort. L’Incorporation est l'union avec les morts, censés gouverner le monde, dans la doctrine d’Auguste Comte, d'où l'expression employée par Raquel Capurro de culte des morts.

Le « positivisme religieux » proprement dit a pratiquement disparu aujourd’hui en tant que culte. Il subsiste néanmoins une chapelle, le Temple de l'Humanité, au no 5 de la rue Payenne dans le 3e arrondissement de Paris, c'est le seul temple de ce mouvement encore existant en Europe, il est classé monument historique.

## Œuvres de Clotilde de Vaux
- Pensées d’une fleur, recueil de poèmes
- Lucie, nouvelle publiée en feuilleton dans Le National
- Willelmine, nouvelle

## Hommages
- À Paris, un buste en bronze de la jeune femme se trouve rue Clotilde-de-Vaux.
- Une représentation de Clotilde de Vaux est visible sur le monument à Auguste Comte, place de la Sorbonne, elle y est figurée en madone portant un enfant et une palme.